# Резекненский молочно-консервный комбинат
Резекненский молочно-консервный комбинат (РМКК) — завод по производству молочных консерв в Резекне, Латвия, который начал производство в ноябре 1957 года и стал неплатёжеспособным 23 июля 2001 года.

## История
Строительство комбината началось в 1952 году в северной части Резекне. Строительные работы велись силами 24-го строительно-монтажного управления. С 1953 по 1956 год был построен главный корпус завода, холодильный склад, ТЭЦ, сушильный цех, очистные сооружения и 8 жилых домов. В ночь с 5 по 6 ноября 1957 г. завод начал производство под руководством директора Всеволода Лапшова, с 1963 по 1994 г. руководителем РПКК был Петерис Упениекс.
В 1960-х годах к комбинату присоединились 28 молокозаводов в Резекненском, Лудзенском, Балвском, Мадонском и частично Гулбенском районах. В 1965 году комбинат вышел на проектную мощность производства консервов — выпущено 41 млн 677 тыс. условных банок, а в 1989 году — 92 млн 378 тыс. банок. На момент открытия на заводе работало около 1200 человек, а в 1987 году — 2400 человек. Работа велась в несколько смен, без выходных. Ежедневно перерабатывалось от 300 до 350 тонн молока. Поскольку переработка молока была сезонной работой, проводившейся летом (когда молоко было в наличии), сушильный цех работал зимой. В сушильном цехе перерабатывались различные овощи (в основном картофель и лук, реже фрукты), а также производился казеин.

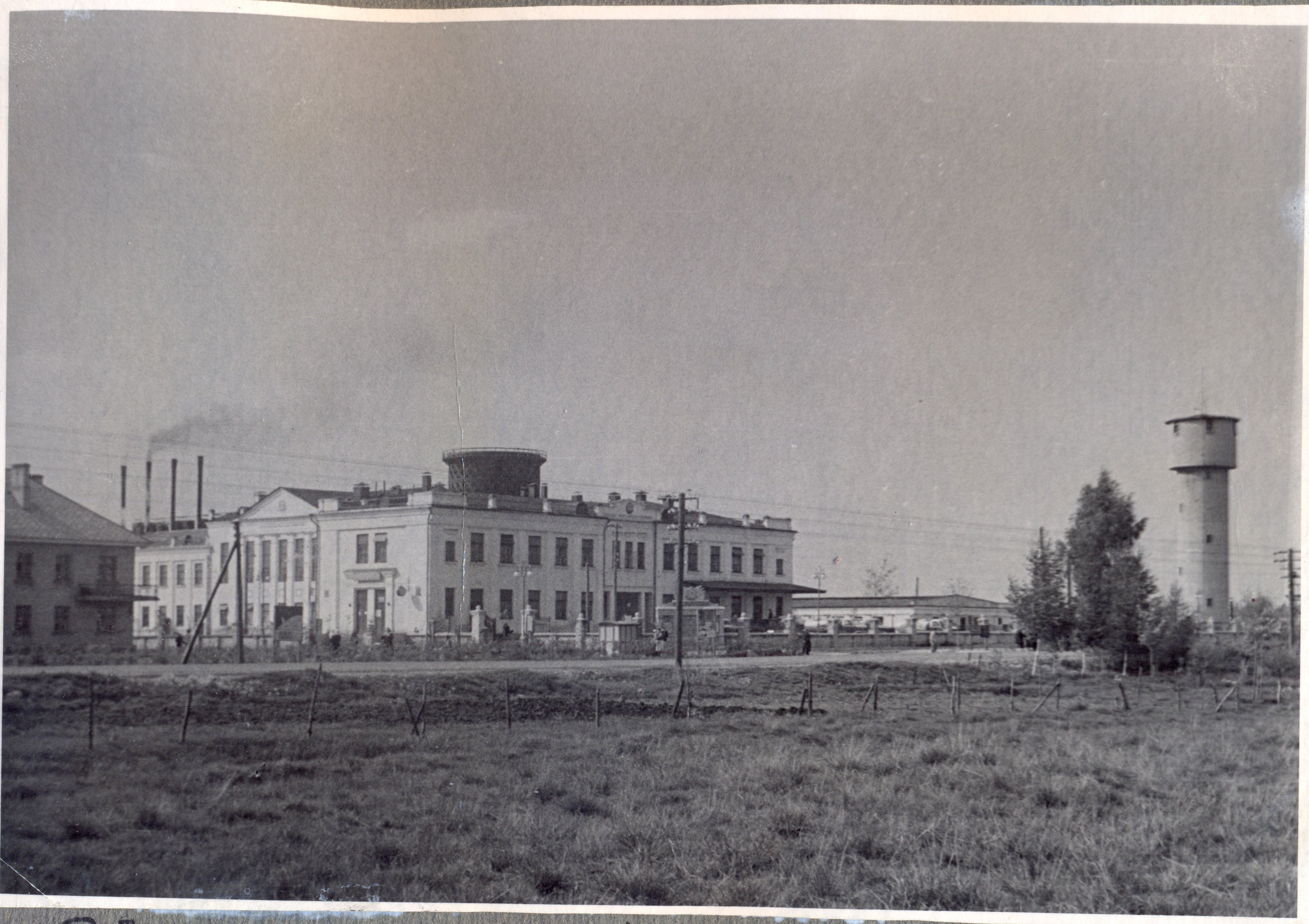
РМКК после запуска в эксплуатацию, конец 1957 года

В начале 1970-х производство было модернизировано, построены новые цеха и корпуса, установлено автоматизированное оборудование Alfa-Laval, что не только увеличило мощность завода, но и улучшило качество продукции. В 1974 году началось производство «Молоко сгущенное стерилизованное без сахара». Большая часть молочных консервов производилась на экспорт и в армейские резервы.
После распада СССР в 1991 году объём производства резко упал. 15 апреля 1994 г. РМКК стало акционерным обществом, управляющим которого до 1998 г. стал А. Тучс. Позже правление переходило из «рук в руки» до самой ликвидации предприятия.
14 ноября 1994 г. в Париже РМКК получил «Почетный диплом европейского качества» за высокое качество молочных консервов.

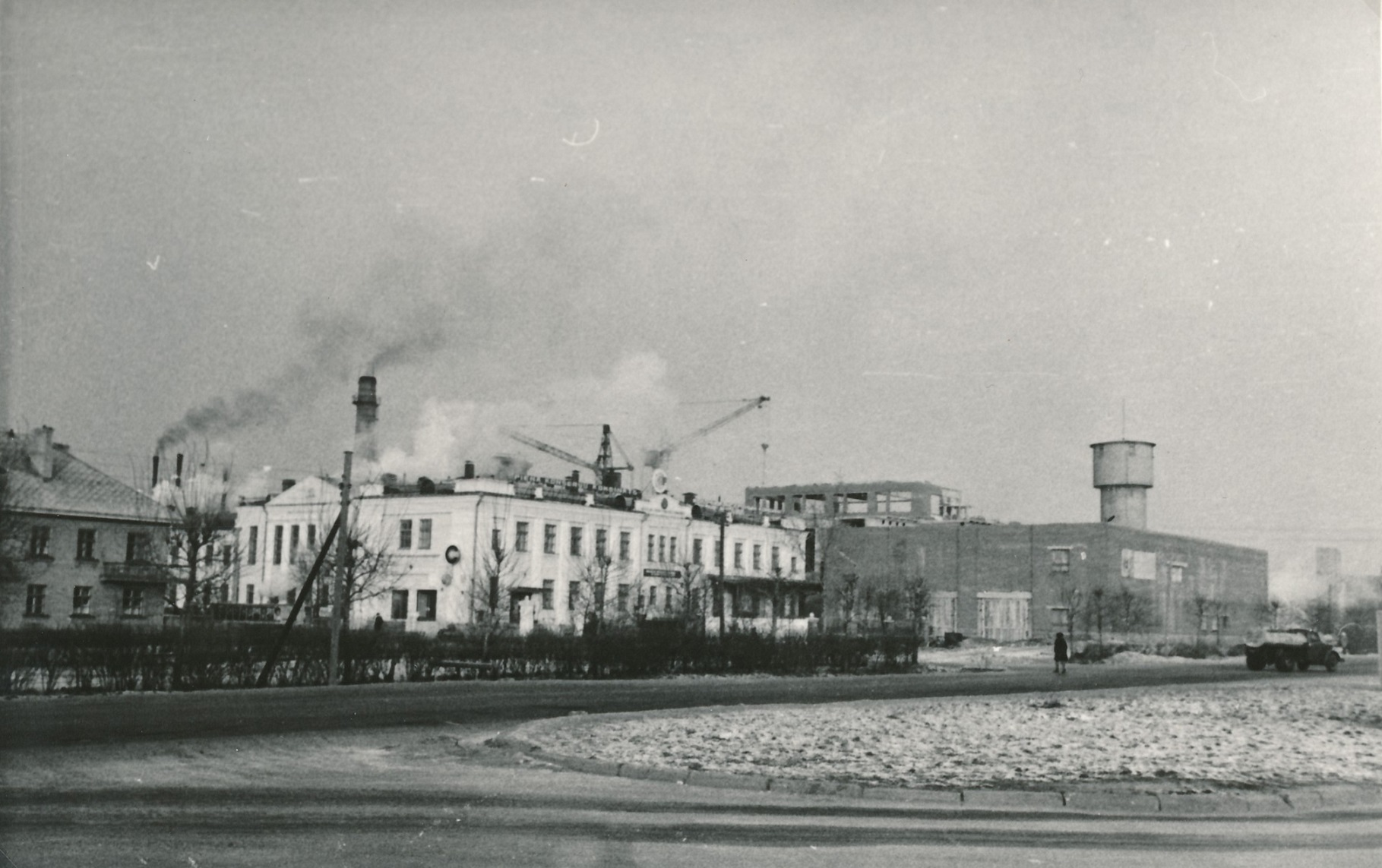
РМКК во время обширной модернизации (конец 60-х, начало 70-х)

В начале 1990-х некоторые молокозаводы и молокосборные пункты отделились от структуры РМКК и стали самостоятельными (крупнейшие в Цесвайне и Лудзе). Поэтому цельномолочную продукцию, масло и сыр и приходилось производить на месте. Основное производство масла РМКК располагалось в городе Малта. Ассортимент продукции также расширился. В 1995 году в сушильном цехе было начато производство молочных конфет «Латгальская коровка», а в других цехах начато производство различных видов йогурта и творожных продуктов (сладкие и соленые сыры, творожные торты). У комбината была собственная микробиологическая закваска для производства кефира и йогурта со своими специфическими органолептическими свойствами.
Постепенно внедрялось новое упаковочное оборудование и закупалась новая аппаратура. Однако оборудование для производства сгущённого молока устарело и уже не могло так успешно конкурировать с современными аналогами. Особенно это касалось устаревшего производства консервных банок, что по сути и стало одной из причин развала комбината, так как банки не соответствовали стандартам и требованиям пищевой безопасности в странах ЕС и США. В 1996 году поставки молока на завод увеличились на 180 %, в среднем в сутки перерабатывалось 200—250 тонн молока. 60 % произведенных молочных консервов экспортировалось в Россию, Эстонию, Литву, США, Израиль, Египет, Казахстан и Нидерланды, а в 1999 г. доля экспорта была 90 %, из за чего РМКК был награждён как «самое экспортноспособное предприятие Латвии». РМКК поставляла свой основной продукт - сгущённое молоко с сахаром многим латвийским предприятиям пищевой промышленности: Laima, Staburadze, всем производителям конфет молочных «Коровка» и др.

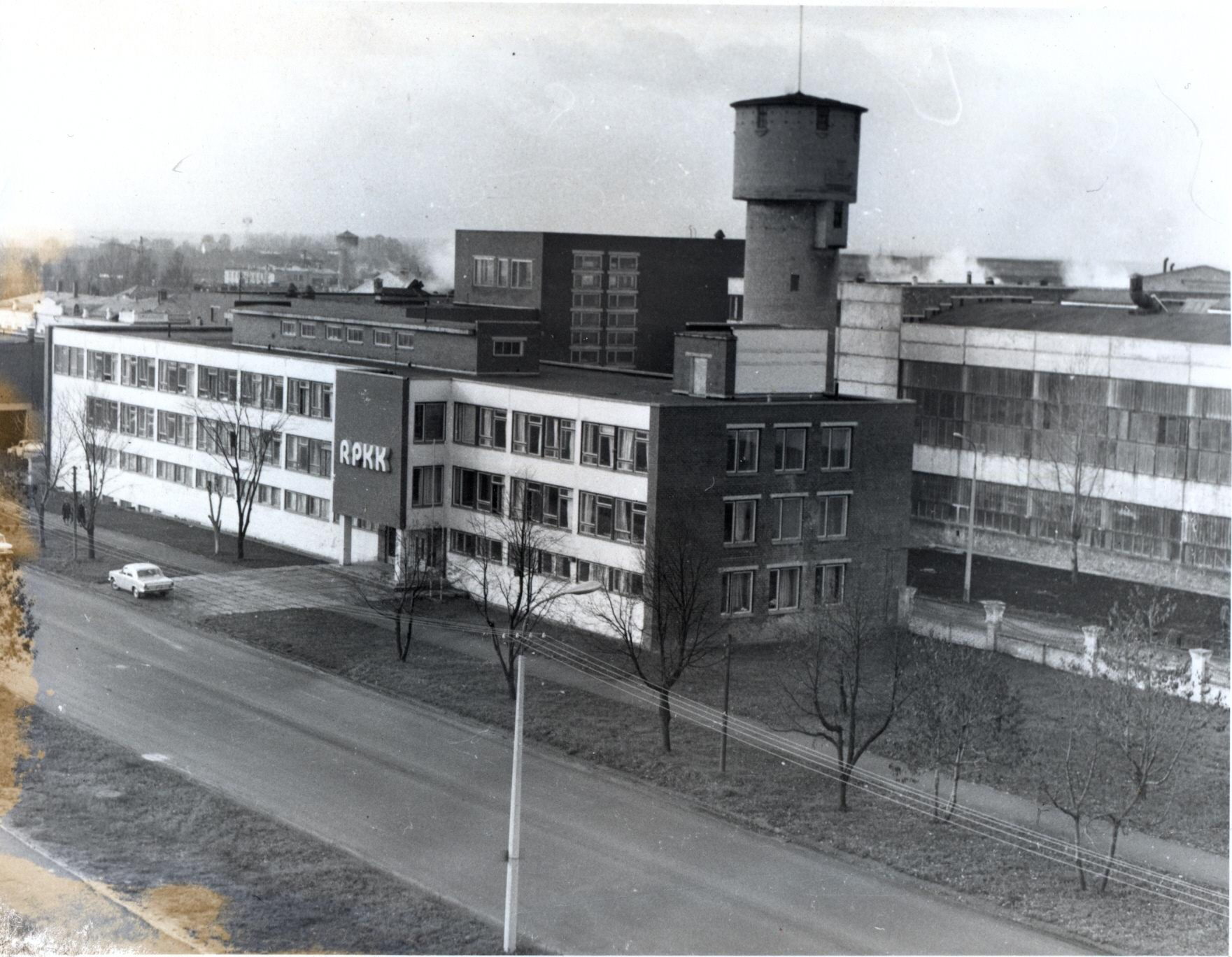
Административное здание РМКК. 80-е

Российский кризис 1998 года оказал существенное влияние на дальнейшую судьбу РМКК, так как это была основная страна сбыта продукции. Заказчики платили мало или вообще не платили за продукцию, что наносило РМКК большие убытки. Самый значительный убыток составил 3 миллиона долларов за неоплаченную партию молочных консерв для Санкт-Петербурга. Ситуацию усугубляло ухудшение политических отношений между Латвией и Россией, в результате чего Россия, оправдывая свою рыночную протекционистскую политику геополитическими средствами, частично отказала Латвии в экспорте, тем самым также защитив своих производителей во время экономического кризиса. Поиски нового рынка сбыта также не увенчались успехом, так как такой большой объём продукции нельзя было реализовать в странах Балтии, для США нужны были специальные сертификаты, а поставки в страны ЕС тормозили квоты.

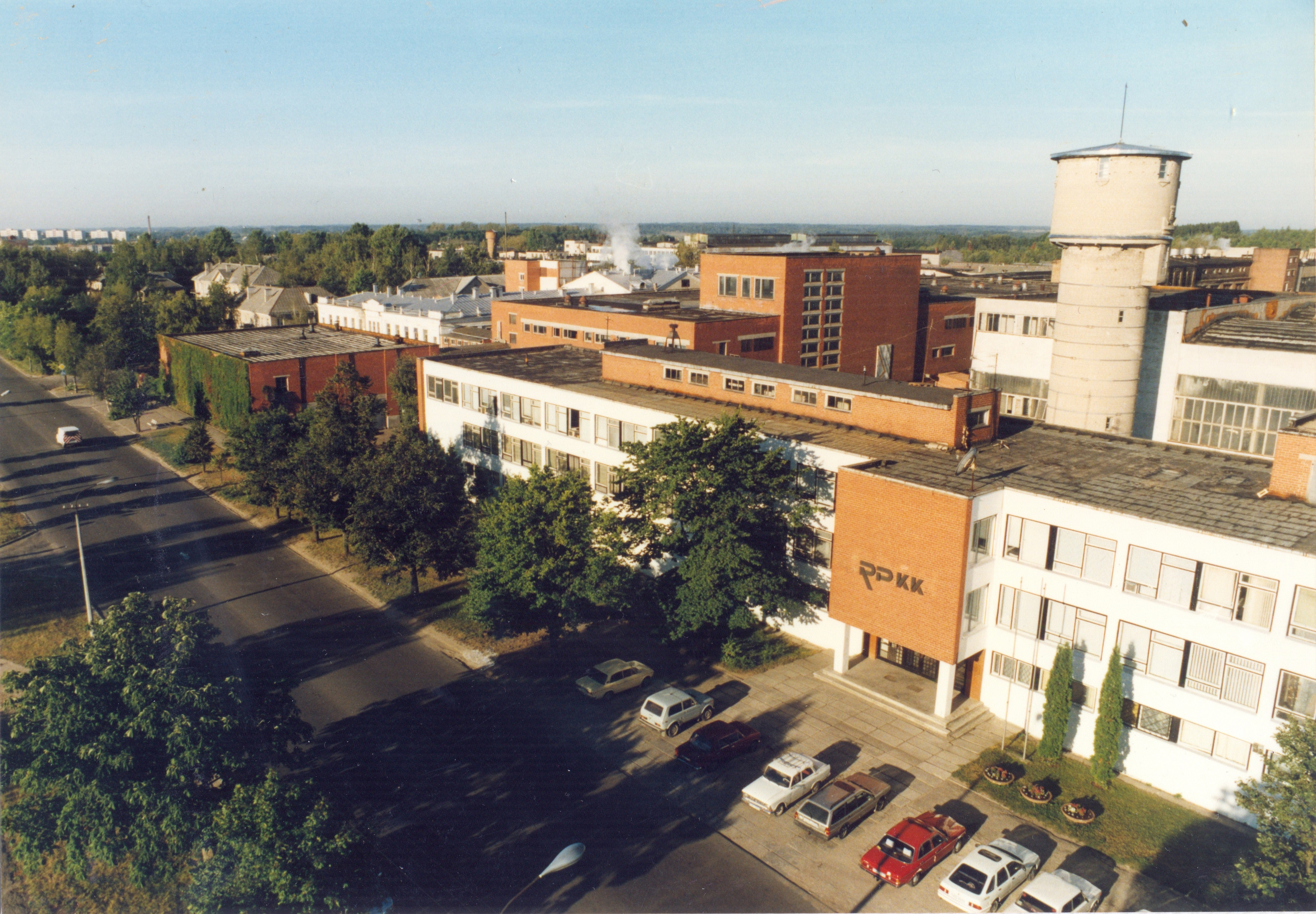
Административное здание РМКК. Вторая половина 90-х

Одной из ошибок руководства РМКК был возврат накопленных средств в виде дивидендов (то есть зарплаты всем акционерам), а не закупка нового оборудования и модернизация производства или хотя бы накопление резервных средств на «черные дни». Второй ошибкой стало сохранение объёмов производства в кризисной ситуации. Это способствовало ещё большим убыткам, так как всю продукцию продать было невозможно, она скапливалась на складах и создавала простои производства. РМКК владела своей ТЭЦ для производственных нужд, которая не только снабжала тепловой энергией и паром весь завод, но и отапливала весь Резекненский северный район. Но не все абоненты платили за поставленное тепло, поэтому накапливалась задолженность, которая в итоге достигла около 300 тысяч. лат. Чтобы хоть как-то покрыть убытки, РМКК открыл кредитную линию в Unibanka, заложив все имущество.
В 2000 году началось сокращение производства, прекратил работу сушильный цех, прекратилось производство казеина и конфет «Латгальская коровка». Сеть приемки молока также сократилась. Многих сотрудников уволили, сократив их число с 800 до 480. Начали продавать непроизводственное или убыточное имущество как дом культуры и базу отдыха «Priedes».
В феврале 2001 года РМКК отказался от производства цельномолочной продукции, сократив количество сотрудников с 480 до 300. С этого момента рабочее время завода сократилось до одной смены. В мае в одной из партий сгущёнки была обнаружена «кишечная палочка», завод остановил производство на санитарную очистку и повторную проверку. Тем временем внутренний рынок Латвии был заполнен молочными консервами зарубежного производства. В том же году был случай, когда значительное количество сливочного масла было испорчено, что также принесло большие убытки.
В итоге комбинат сосредоточился только на производстве молочных консервов, отказавшись от «Резекненского мороженого» и «Крестьянского масла». Хоть и убытки перестали накапливаться и предприятие начяло получать прибыль, но этого было недостаточно. Банк требовал вернуть кредит, поставщики молока требовали заплатить за молоко. РМКК не смог вовремя рассчитаться за поставленное молоко и погасить кредит.

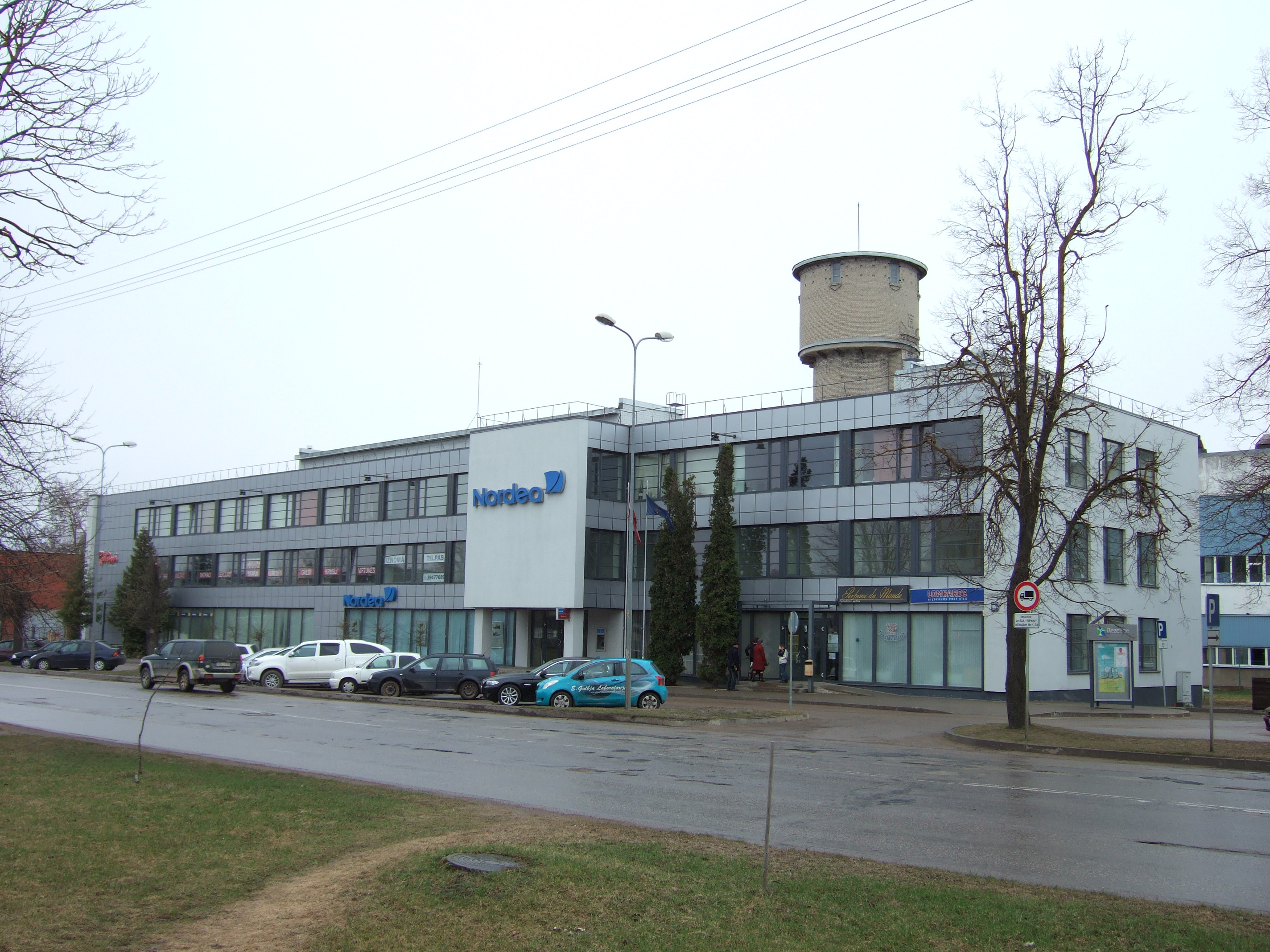
Административное здание РМКК в 2014 году

23 июля 2001 года на основании требований кредиторов (744 кредитора предъявили свои требования на сумму 4 039 565 латов), которые РМКК не смогла обеспечить к установленному сроку, Латгальский окружной суд признал РМКК неплатежеспособным предприятием с долгом в 3,8 млн латов. 1 августа производство было остановлено, и 30 октября было принято решение о начале процедуры банкротства.
РМКК искал инвесторов или покупателей, но спасать завод никто не брался. Были утверждения, что РМКК целенаправленно довели до банкротства, так как он был конкурентом другим молочным заводам в Латвии и стран ЕС. Предполагалось продать завод целиком, но в 2002 году несколько объектов были проданы с аукциона различным компаниям и частным лицам. До самого момента проведения аукциона, оборудование РМКК находилось в готовности к запуску производства в любой момент.
22 августа того же года, за 383 800 латов производственные помещения предприятия — цеха, морозильная камера, административное здание, цех по производству цельного молока, цех по производству молочных консервов и стерилизованного молока, пункты приема молока и транзитные помещения — были проданы единственному покупателю — ООО «Terlax». Это означило окончательную гибель РМКК, так как комбинат в дальнейшем был разделен на ещё меньшие части. Оборудование в цехах было продано или сдано в металлолом, тем самым уничтожив разработки РМКК и уникальную линию производства сгущенного молока.
Со временем территория РМКК была ещё больше поделена между компаниями и частными лицами, многие цеха долгое время стояли заброшенными. Лишь позже началась реконструкция бывших цехов, но уже для других целей.

## Продукция РМКК
РМКК производил различные виды продукции, такие как сгущенное молоко, цельномолочные продукты, мороженое, масло, сыр, конфеты «Коровка», казеин, сушеные овощи.

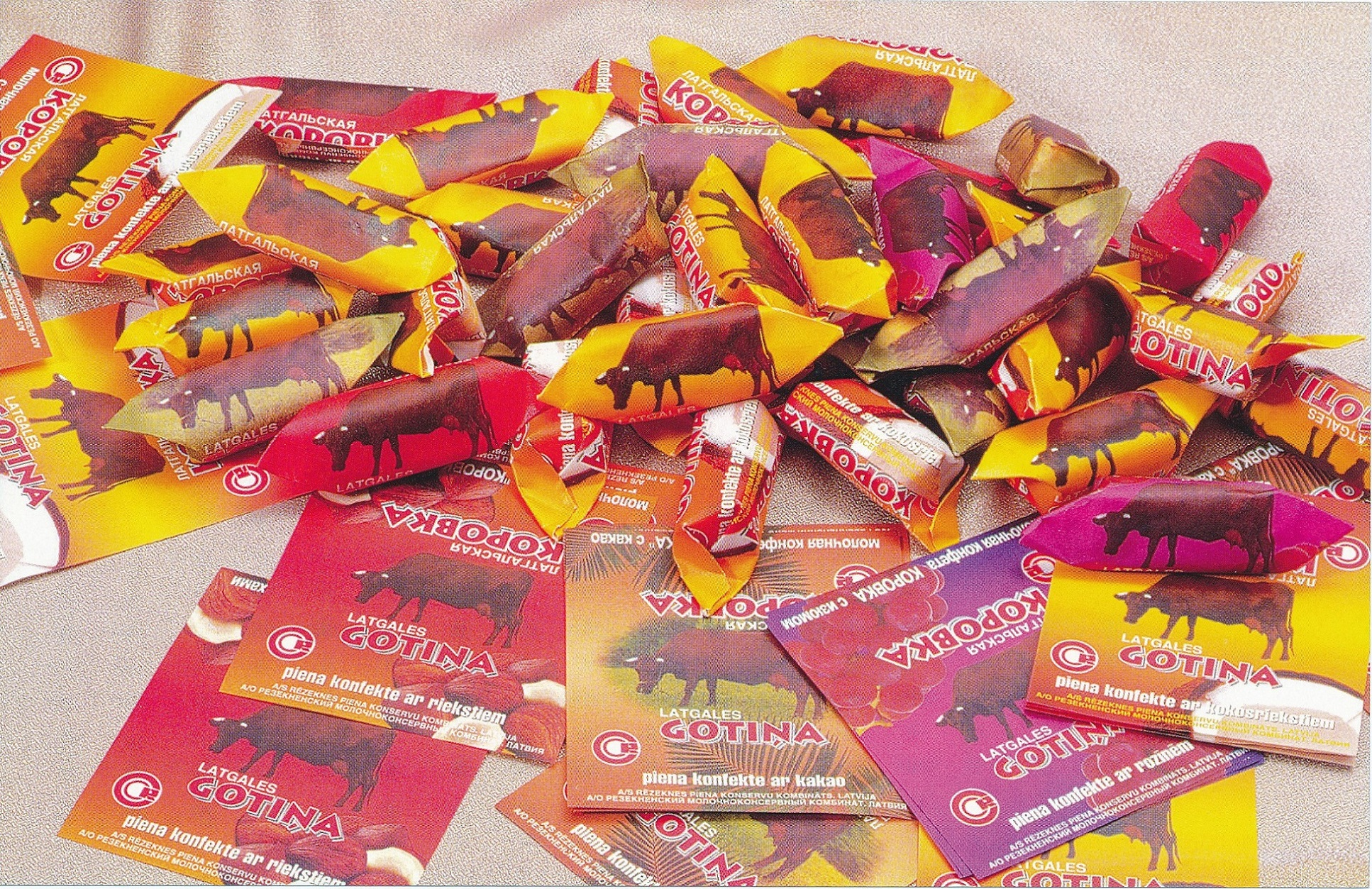
Молочные конфеты «Латгальская коровка»

- Молочные консервы времён СССР (Взято с буклета РМКК 1992 года)Цельномолочная продукция РМКК 90-хМолочные конфеты «Латгальская коровка»Основным продуктом РМКК было сгущенное молоко с сахаром. Его производили из коровьего молока и сахара путем их сгущения. Сгущенное молоко с сахаром и какао готовили из коровьего молока и сахара путем их сгущения и добавления какао-порошка. Молоко сгущенное с сахаром и кофе получали из коровьего молока и сахара путем их сгущения и добавления экстракта кофе и цикория. Сгущенное молоко с сахаром и цикорием готовили из коровьего молока и сахара путем их сгущения и добавления экстракта цикория. Молоко сгущенное с сахаром (вареное) получали из коровьего молока и сахара путем их сгущения и повторной термообработки.

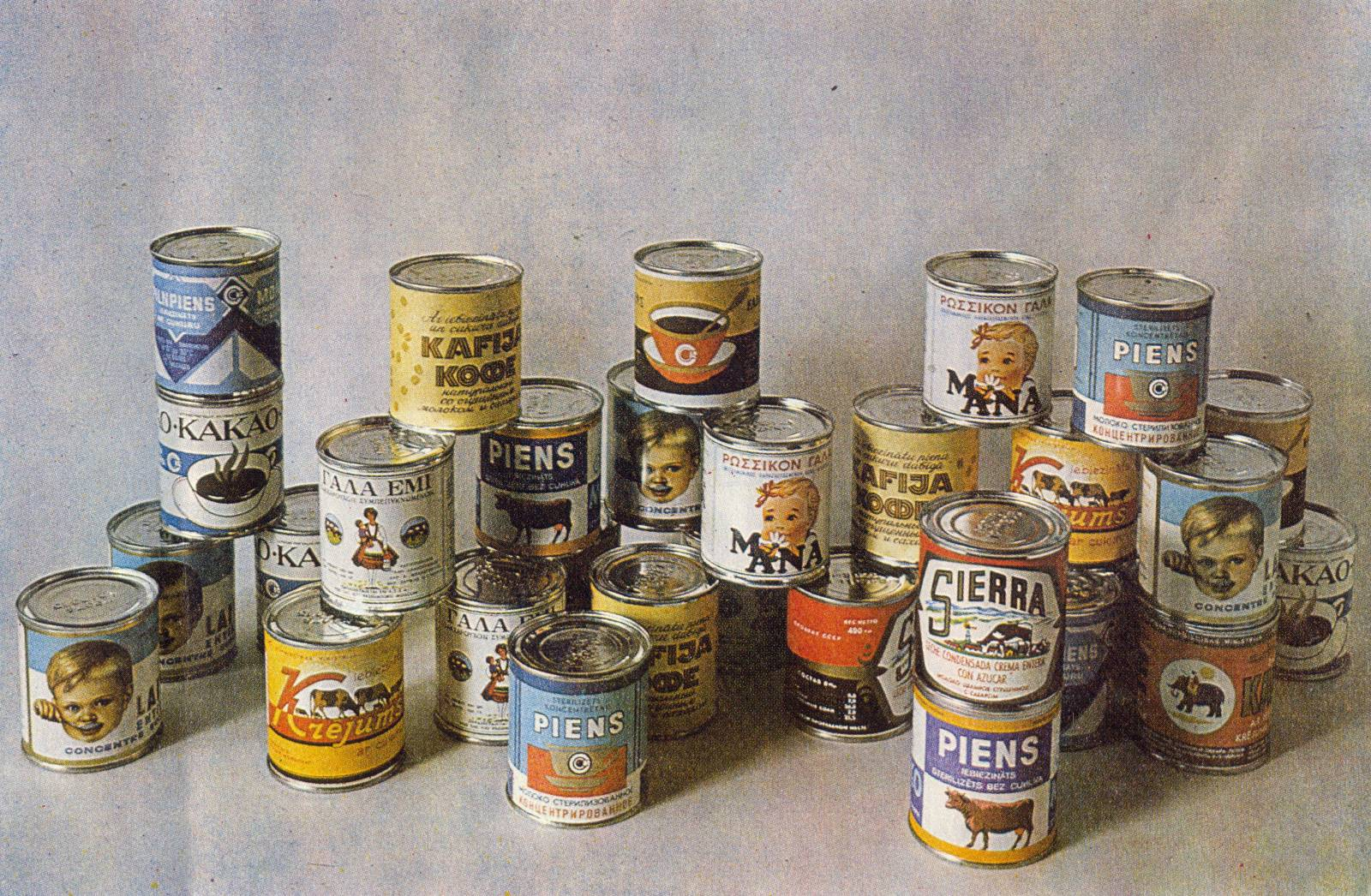
Молочные консервы времён СССР (Взято с буклета РМКК 1992 года)

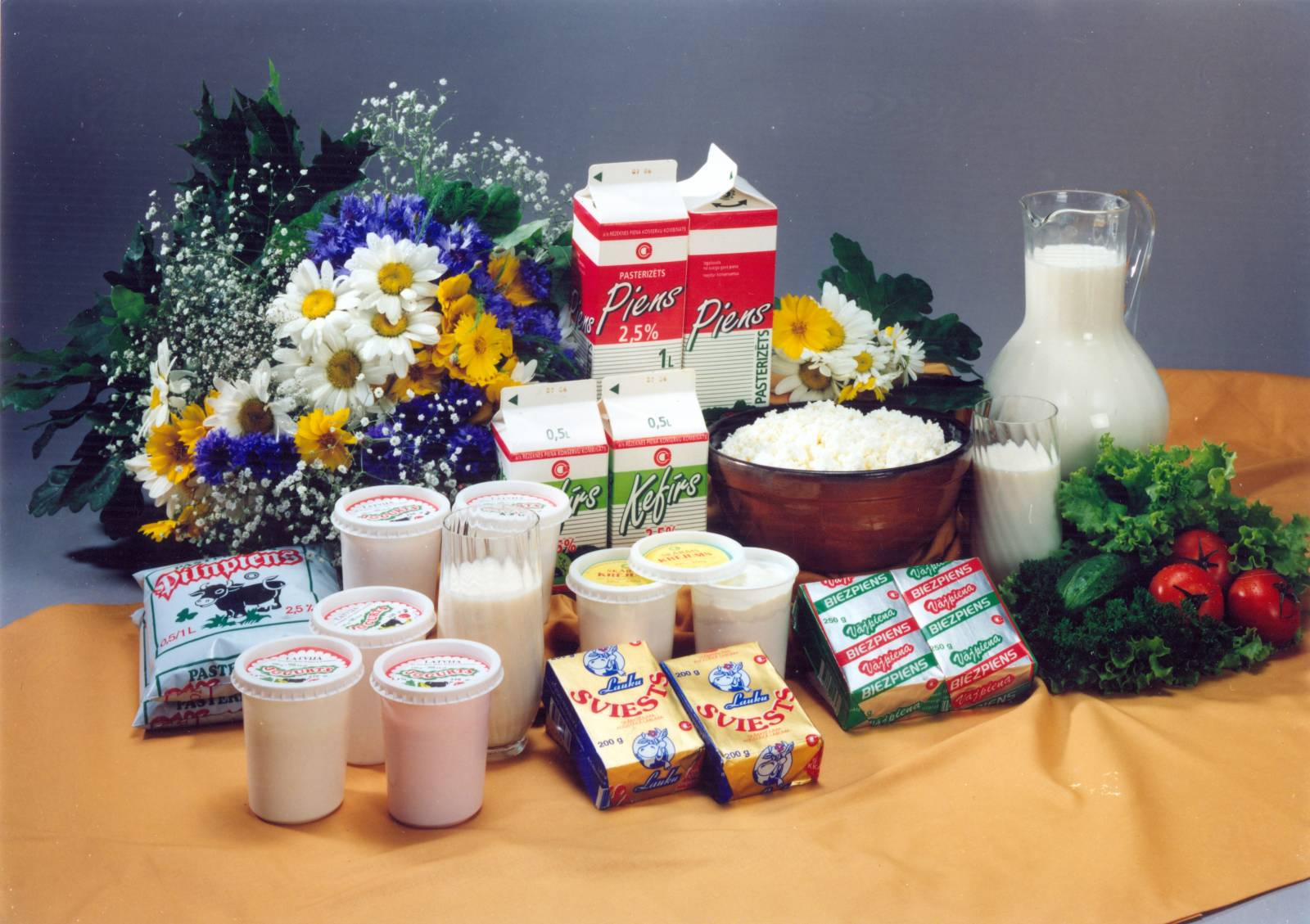
Цельномолочная продукция РМКК 90-х

- Стерилизованное сгущенное молоко без сахара получали из коровьего молока путем его сгущения и стерилизации в специализированном многоступенчатом автоклаве. Производство стерилизованной сгущенки происходило в отдельном полностью автоматизированном цехе.
- Сливки сгущенные с сахаром получали из сливок и сахара путем их сгущения. Сгущенные сливки с сахаром и кофе производили только во времена СССР из сливок и сахара, путем их сгущения и добавления экстракта кофе и цикория.
- Казеин получали из обезжиренного молока путем коагуляции молочной кислотой под действием температуры
- Конфеты «Латгальская коровка» производились из свежего молока, сахара и сгущенного молока с сахаром, с добавлением различных добавок.
- Мороженое «Салтумс», «Резекненское мороженое», «Бонюкс» производилось из свежего и сухого молока, сливочного масла, сгущенного молока с сахаром, ванилина и добавлением различных добавок.

Также был обширный сортимент цельномолочной продукции как: творог, обезжиренный творог, творожный торт «Лиене», сладкий творог (обычный или с изюмом), соленый творог (острый, с укропом или с паприкой), молоко, кефир, сметана, сливки. Также выпускались сливочное масло «Крестьянское» и «Резекненское», сыры («Белый», «Российский», «Завтрак» и «Тминный»), майонез диетический, молоко цельное сухое, йогурт (с добавками и без), сушеный картофель и лук.

#### Сырье и материалы
- Молоко — молоко Латгальских коров
- Сахар — с Лиепайского, Елгавского и Екабпилсского сахарных заводов.
- Какао — от А/О Laima
- Кофе — от группы Paulig, Лиепайскиого сахарного завода
- Консервные банки — местного производства из пищевой жести, импортируемой из Магнитогорска в РФ.
- Этикетки — типографии «Jāņa sēta», «Parugtipografija», «Rēzekne tipogrāfija»
- Картонные коробки — из Украины
- Тетра-паки, пленка и пластиковая тара — из Финляндии
- Алюминиевые тюбики — из Польши

## Отзывы о продукции
- Молочные консервы РМКК в свое время были визитной карточкой Резекне, они были популярны как в Латвии, так и за рубежом. Поэтому иногда иностранные гости привозили в качестве сувениров из Латвии не только конфеты «Лайма», Рижский чёрный бальзам и шпроты, но и Резекненскую сгущенку. Иногда она была как «валюта» и «двигатель» разных сделок и договоров.
- Покупателей привлекало не только качество продукта, но и красивый дизайн упаковки.
- Молочные консервы РМКК пригодны для употребления в пищу даже после 20 и более лет хранения при правильных условиях.

## Награды и достижения
Резекненский МКК свою деятельность начал как совершенно новое предприятие с молодыми работниками, которых по началу обучали специалисты из Рогачевского МКК в Белоруссии. Со временем Резекненские специалисты приобрели собственный опыт и уже стали не только обучать других и давать ценные советы, но и приуспели в разработке новых технологий и внедрении инноваций на всесоюзный уровень (сгущенное молоко с сахарам и цикорием).

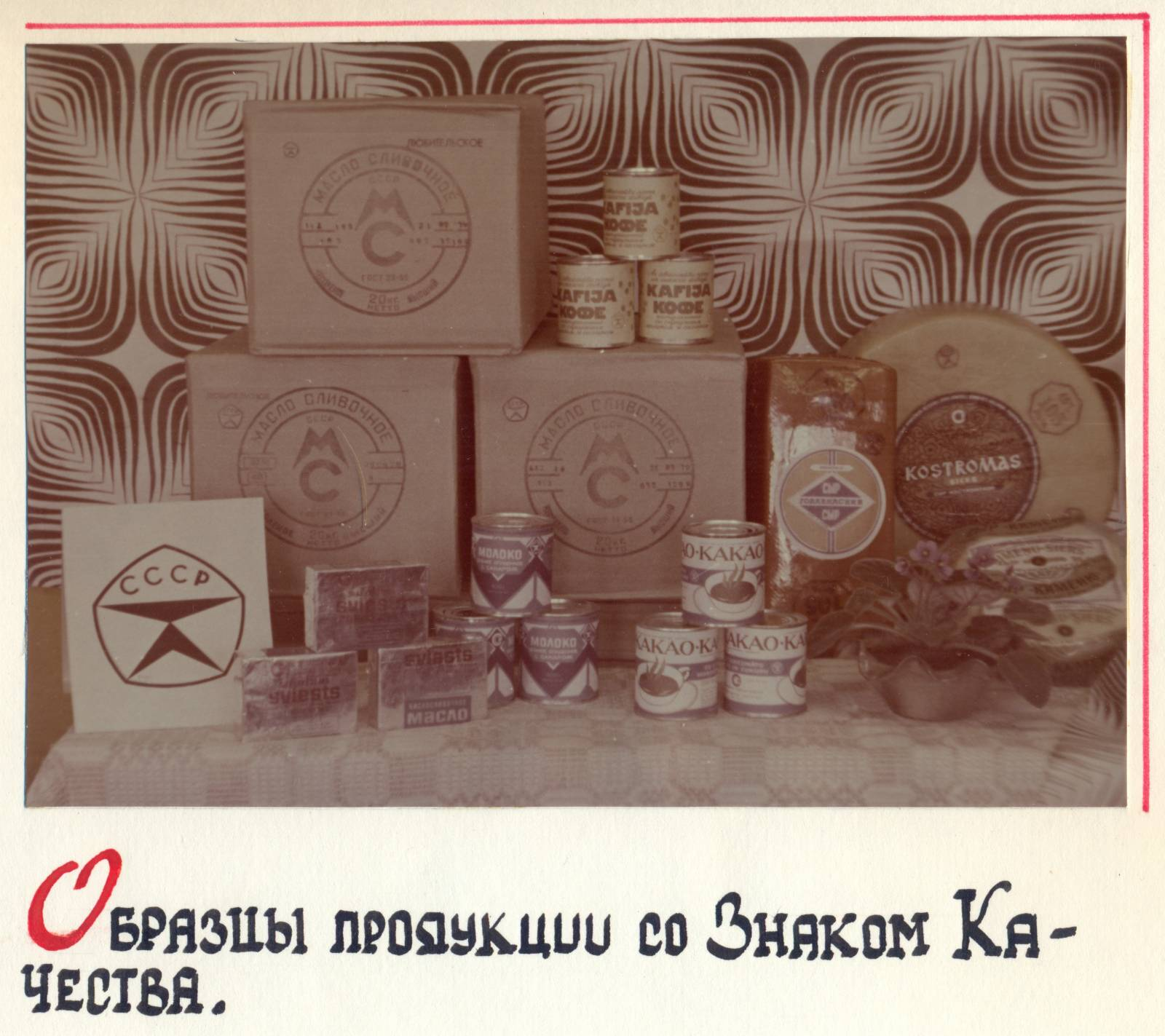
Образцы продукции РМКК со знаком качества времён СССР.

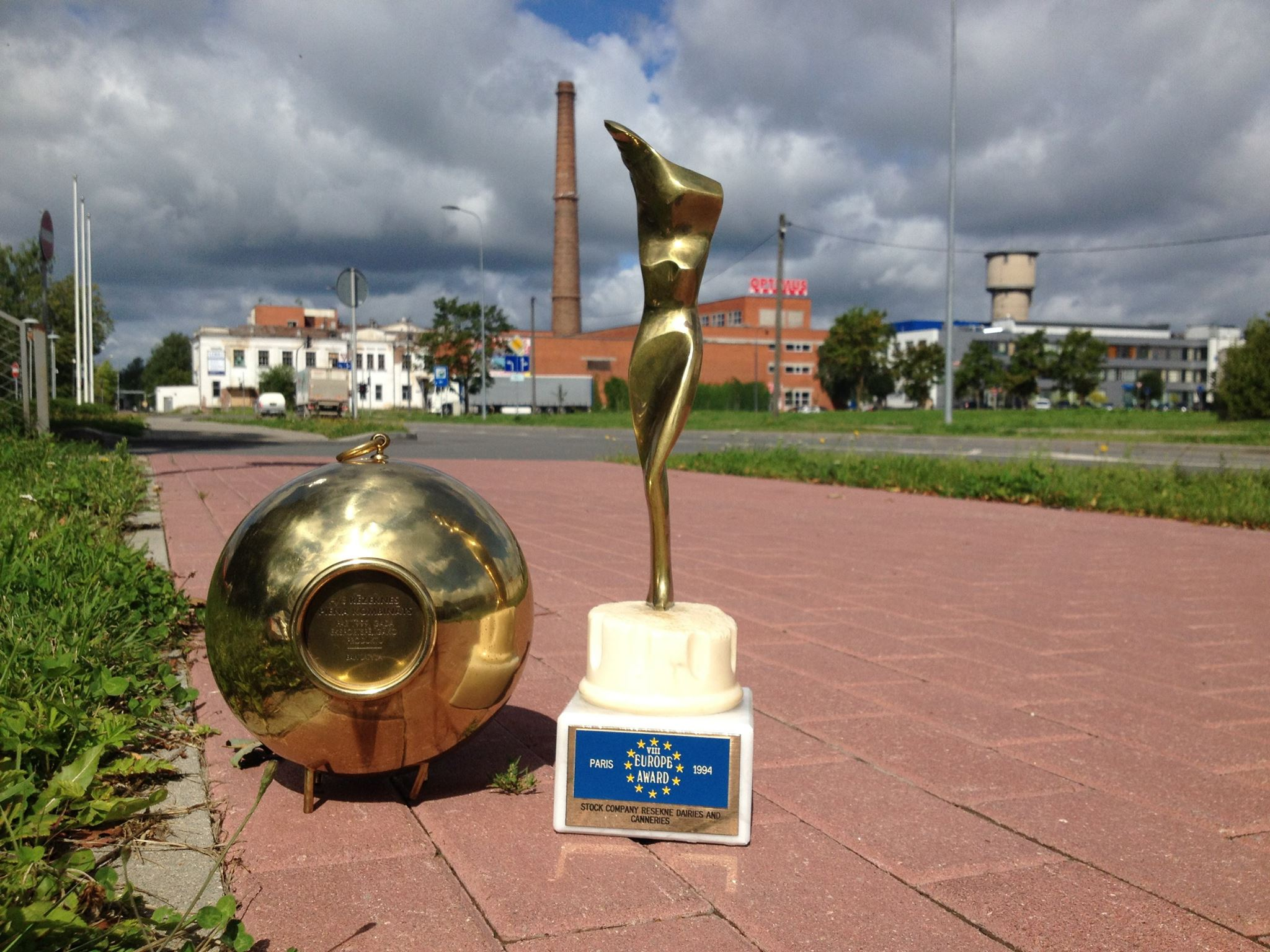
Трофеи РМКК 90-х на фоне самого комбината.

#### Достижения и инновации
- Первые в СССР ввели поточную стерилизацию желсяных банок газовым пламенем и УВ излучением, что значительно повысило качество молочных консервов, особенно их срок годности.
- В 1980-х годах создали технологию производства «сгущенного молока с сахаром и цикорием» с последуйщим массовым производствоми данного продукта и передачи технологии на другие МКК.
- Улучшили технологию производства «сгущенного молока с сахаром и кофе» с последуйщим созданием нового ГОСТа и внедрением на других МКК.
- Несмотря на стандартизацию этикеток во времена СССР, Резекненский МКК выпускал продукцию с этикетками своего дизайна, где были использованы Латышские национальные мотивы.
- Первые в промышленное производство вводили «варёное сгущенное молоко с сахаром».
- Первые в Латвии начали фасовать мороженое с вафельным стаканчиком в полиэтиленовую плёнку.
- Была выведена и использывалась собственная культура кисломолочных бактерий для производства йогурта и кефира.

#### Награды
- Во времена СССР молочные консервы, сливочное масло и разные сыры регулярно получали «знак качества».
- Диплом и трофей «за высокое качество» молочных консервов на 8-й международной европейской выставке, 14 ноября 1994 г. в Париже.
- Золотая медаль за сливочное масло «Крестьянское» на дегустационном конкуре «Ленэкспо» в 1998. году.
- Бронзовая медаль за сгущенное молоко с сахаром и кофе на дегустационном конкуре «Ленэкспо» в 1998. году.
- Диплом за «Самый экспортируймый продукт Латвии» в конкурсе «Made in Latvia», 1999 г. в Риге.

## Судьба РМКК после ликвидации

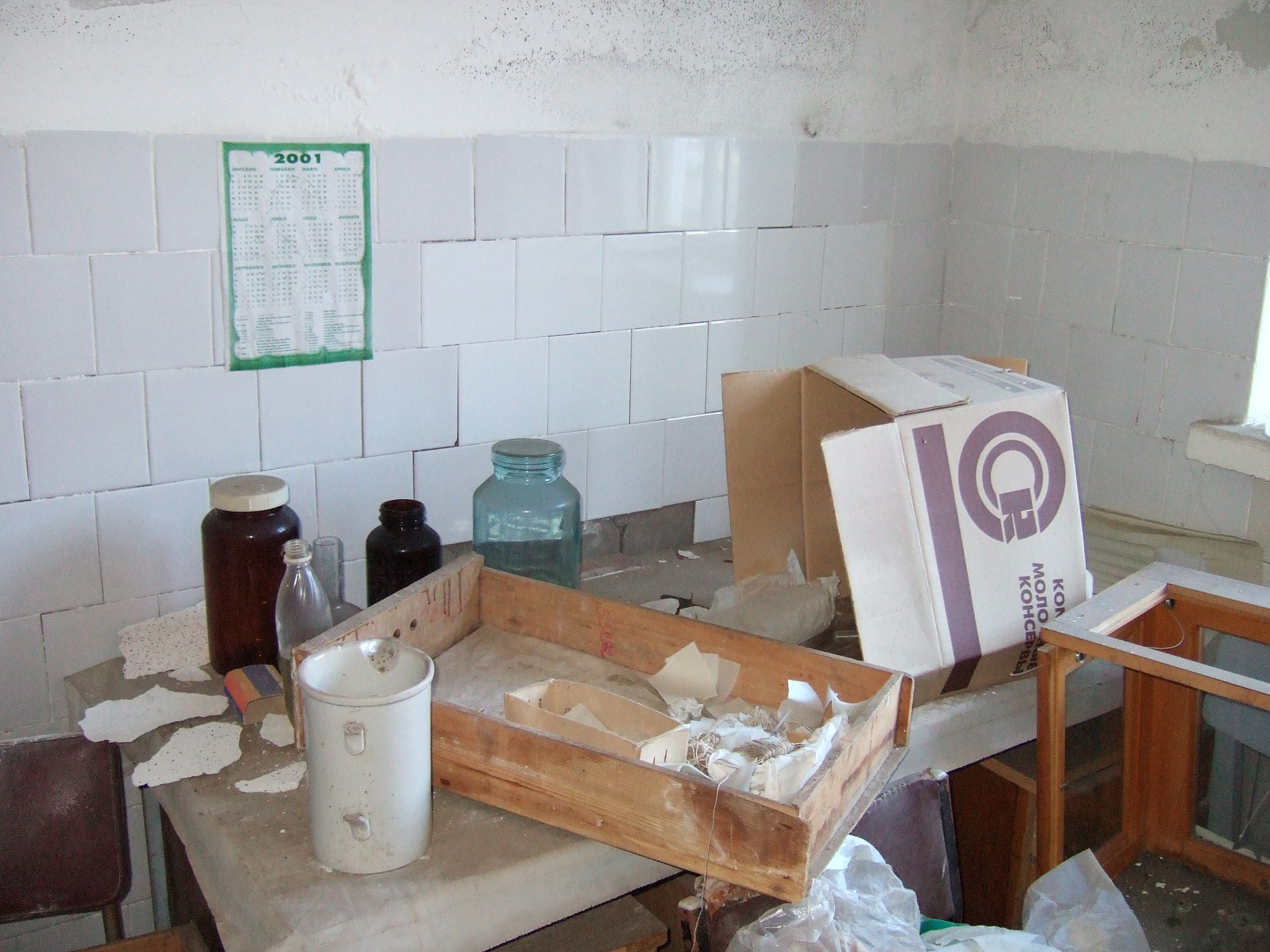
Вид на заброшенный рабочий стол лаборатории РМКК в 2012 году.

Спустя годы после ликвидации РМКК, информация и свидетельства о комбинате постепенно стали исчезать. Только в июне 2011 года Артуру Аболиньшу (владельцу частного музея РМКК) пришла идея исследовать историю РМКК и сохранить её. Была изучена территория РМКК, проведены поиски бывших сотрудников, информации и материальных ценностей. Большую помощь оказали Эдвинс Медвецкис, Виктория Аболиня и Андрис Клявиньш, которые совместно исследовали территорию РМКК и собрали вещественные доказательства. 15 августа 2012 года был создан сайт музея РМКК, а уже 10 октября в Латгальском культурно-историческом музее открылась тематическая выставка «Млечный путь». В дальнейшем осуществлялось сотрудничество с Латгальским культурно-историческим музеем.

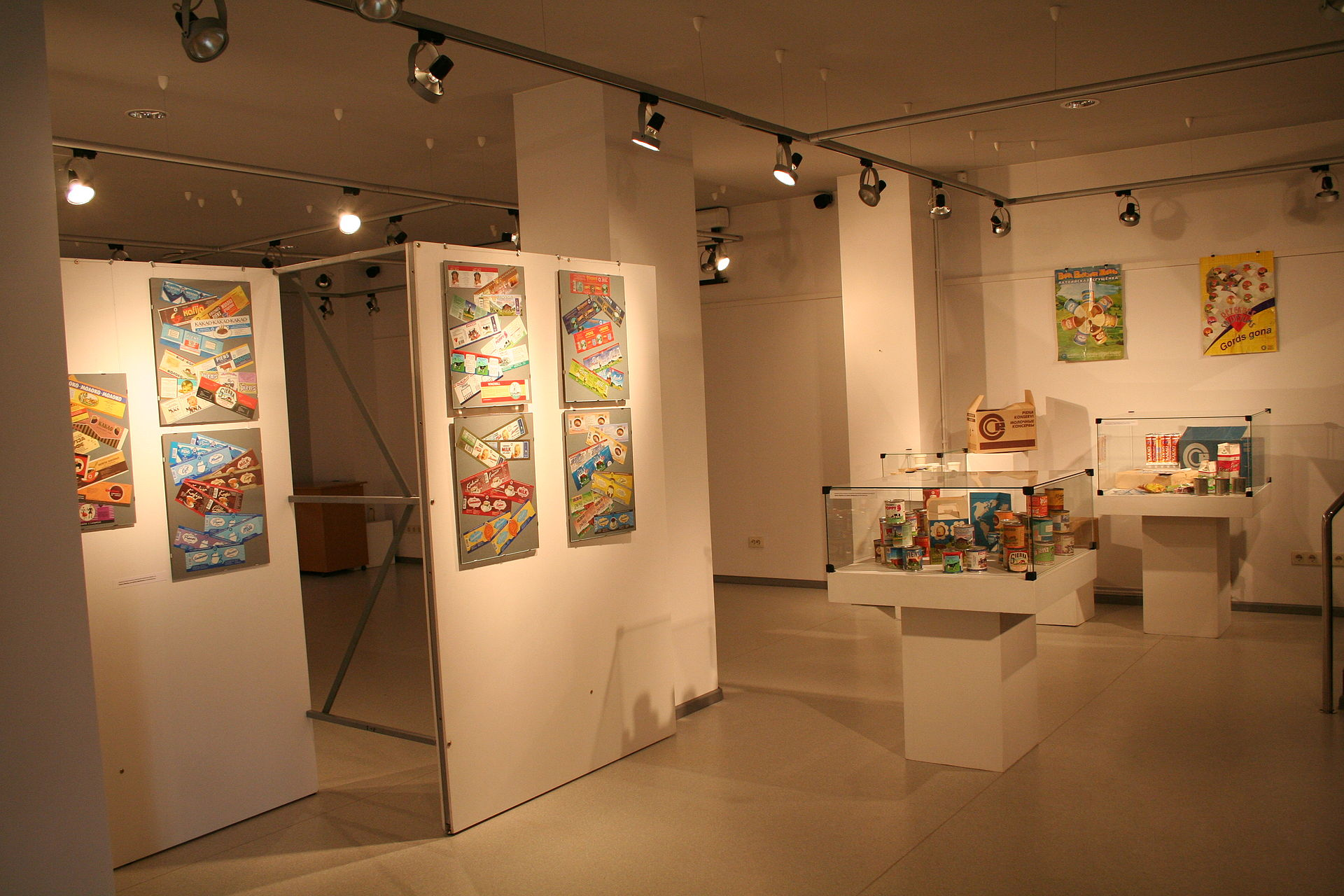
Тематическая выставка «Млечный путь» в 2012 году

4 марта 2014 года была обнаружена вся документация, связанная с производством молочных консервов. Соответственно технология производства сгущенного молока РМКК не исчезла и появилась возможность возобновить производство, только на новом заводе с новым оборудованием. 16 января 2017 года с помощью малообъемного вакуумного выпарного аппарата-кристаллизатора конструкции Артура Аболиньша была произведена первая варка сгущенного молока с сахаром, руководствуясь документацией РМКК, найденой в 2014 году. В результате, используя только цельное коровье молоко и свекловичный сахар, было получено 300 граммов продукта, которое по своим органолептическим свойствам был очень близок к сгущенному молоку с сахаром производства РМКК. В настоящее время также готовятся опытные партии сгущенного молока с сахаром. В 2017 году Виктория Аболиня вместе с Артуром Аболиньшем создали проект «Rezekne Milk Cannery», который включает в себя музей истории РМКК, канал на YouTube и страницу в Facebook, с целью сохранения истории РМКК, а также поддержания интереса к сгущенному молоку и всему что с ним связано.
В периуде 2019—2020 годоа Артур Аболиньш провел исследование о сгущенном молоке с сахаром и добавками, в результате чего был создан новый продукт — сгущенное молоко с сахаром и желудевым кофе, который является хорошей альтернативой для тех, кто не может употреблять кофеин, но хочется насладиться вкусом и ароматом, похожим на кофе. Сгущенное молоко с сахаром и желудевым кофе сочетает в себе известный молочный продукт с традиционным латышским напитком.
С ноября 2018 года по ноябрь 2021 года в лаборатории пищевой переработки Резекненской технологической академии размещался стенд, посвященный истории РМКК и сгущенного молока, объединяющий самые интересные факты и экспонаты.

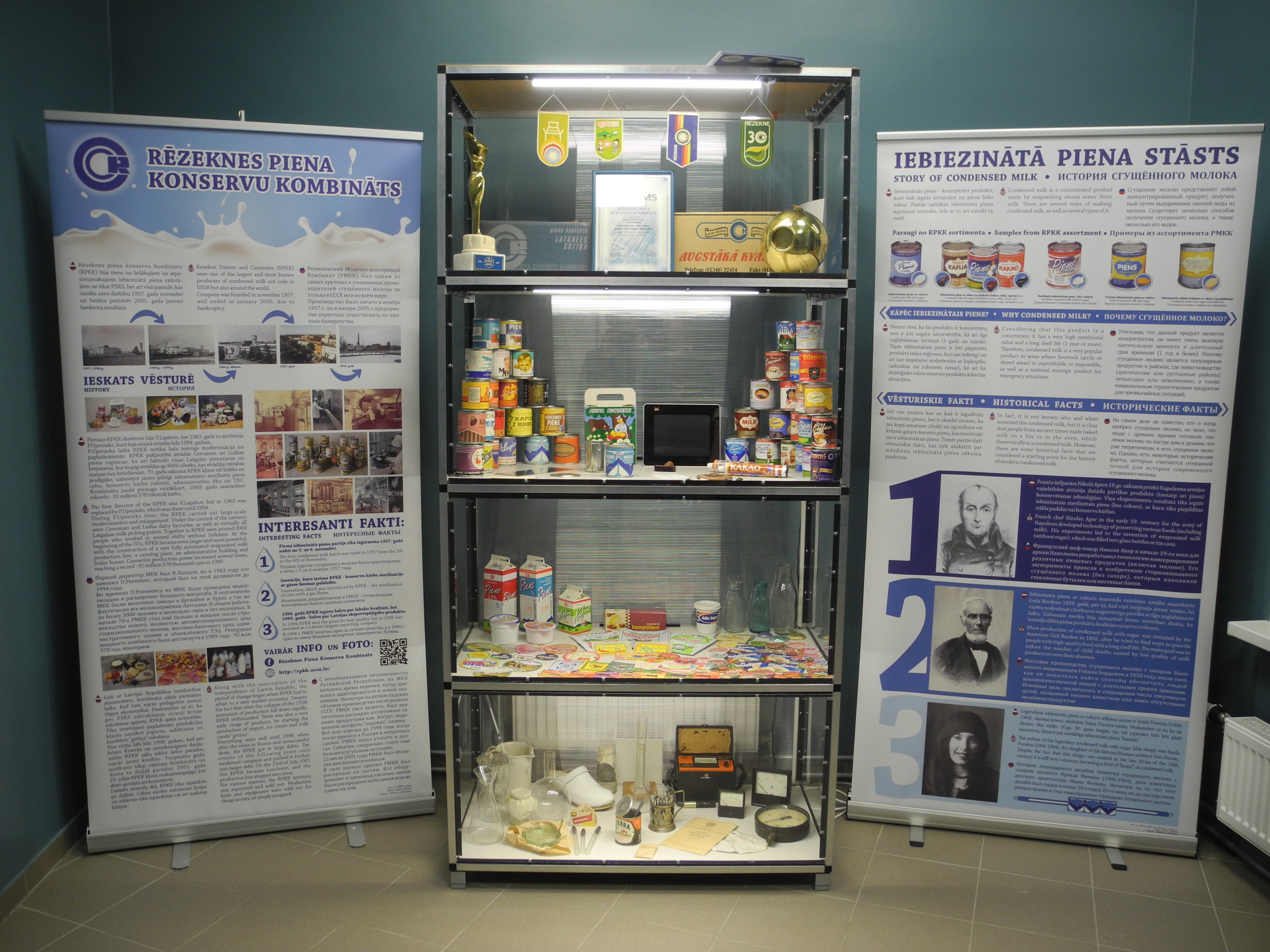
Стенд посвященный истории РМКК и сгущенному молоку

Со второй половины 2020 года в латвийских сетях магазинов появилось сгущенное молоко с сахаром эстонской компании «Polven Foods» в мягкой упаковке «doy-pack» под названием «Резекненская легенда с 1957 года». Внедрение продукта на рынок началось с широкой рекламной кампании и лотереи, но удалось привлечь лишь кратковременное внимание, так как по сути это был тот самый продукт, который раньше продавался под названием «Meirāns».